# Haasdal
Groot Haasdal en Klein Haasdal (samen Hazel genoemd) zijn twee gehuchten behorend bij Schimmert in de gemeente Beekdaelen, in de Nederlandse provincie Limburg. Haasdal telde op 1 januari 2005 830 inwoners.
De naam Haasdal is waarschijnlijk afkomstig van het Germaanse "habukas dala" = "dal van de havik".

## Bezienswaardigheden

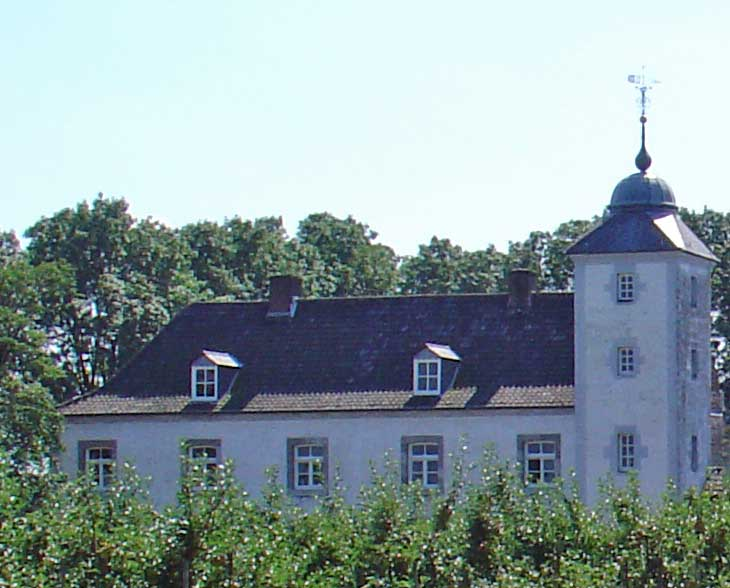
Kasteelhoeve Bockhof in Groot Haasdal

### Groot Haasdal
- Naast de restanten van de funderingsresten van een vroegmiddeleeuwse woontoren van het oorspronkelijk adellijk huis van de heren van Haesdal staat nu de uit 1677 daterende kasteelhoeve Bockhof (genoemd naar ridder de Bock van Haesdal).
- Een kleine Joodse begraafplaats, met vier graven die bewaard zijn gebleven.
- Sint-Hubertuskapel, ter hoogte van het kruispunt met de Trichterstraat, Kleverstraat en Nieuwstraat, een kapel gewijd aan Sint-Hubertus.

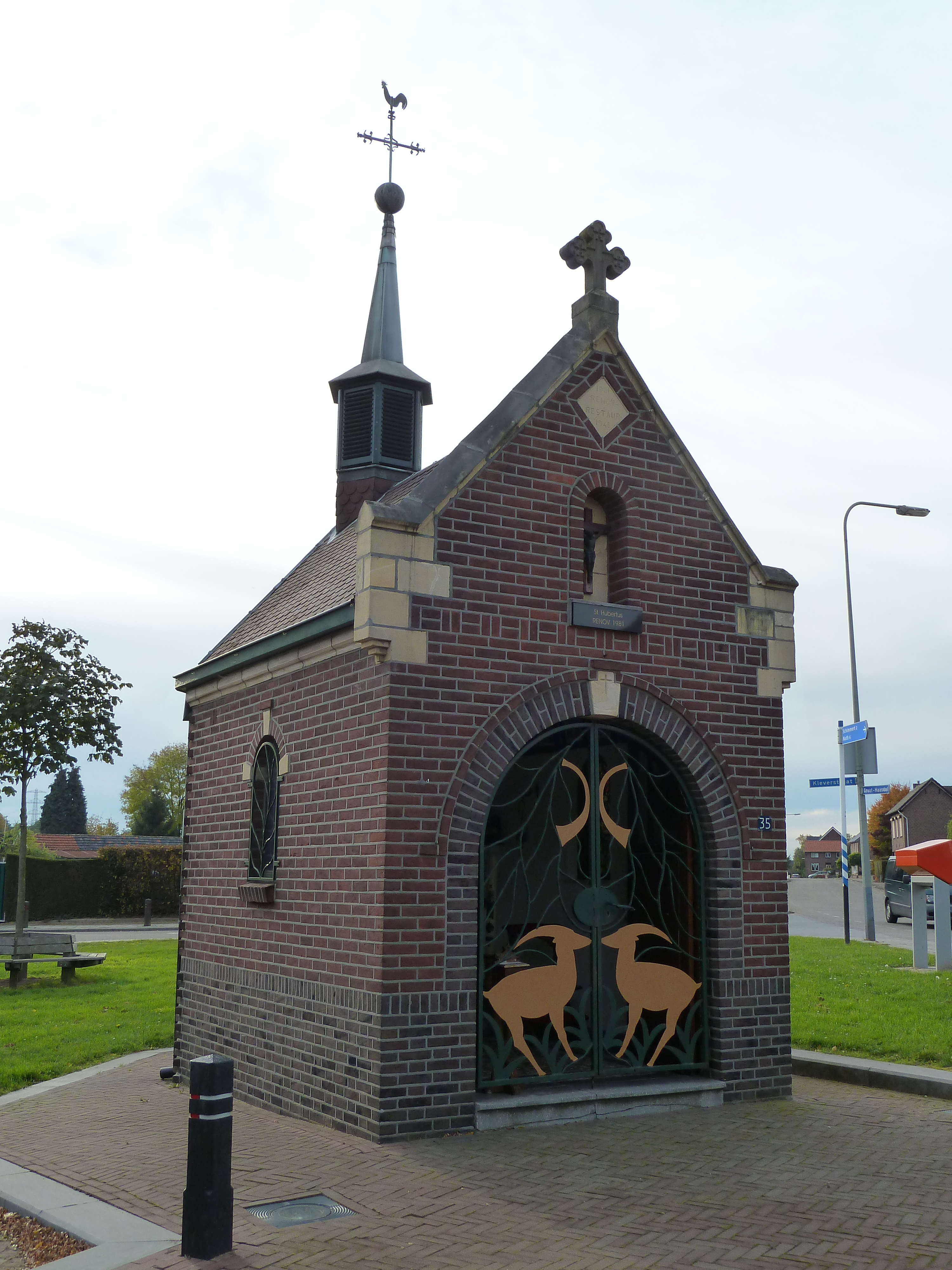
Ten oosten van Groot Haasdal lag bij het Ravensbosch de Romeinse villa Op den Billich.
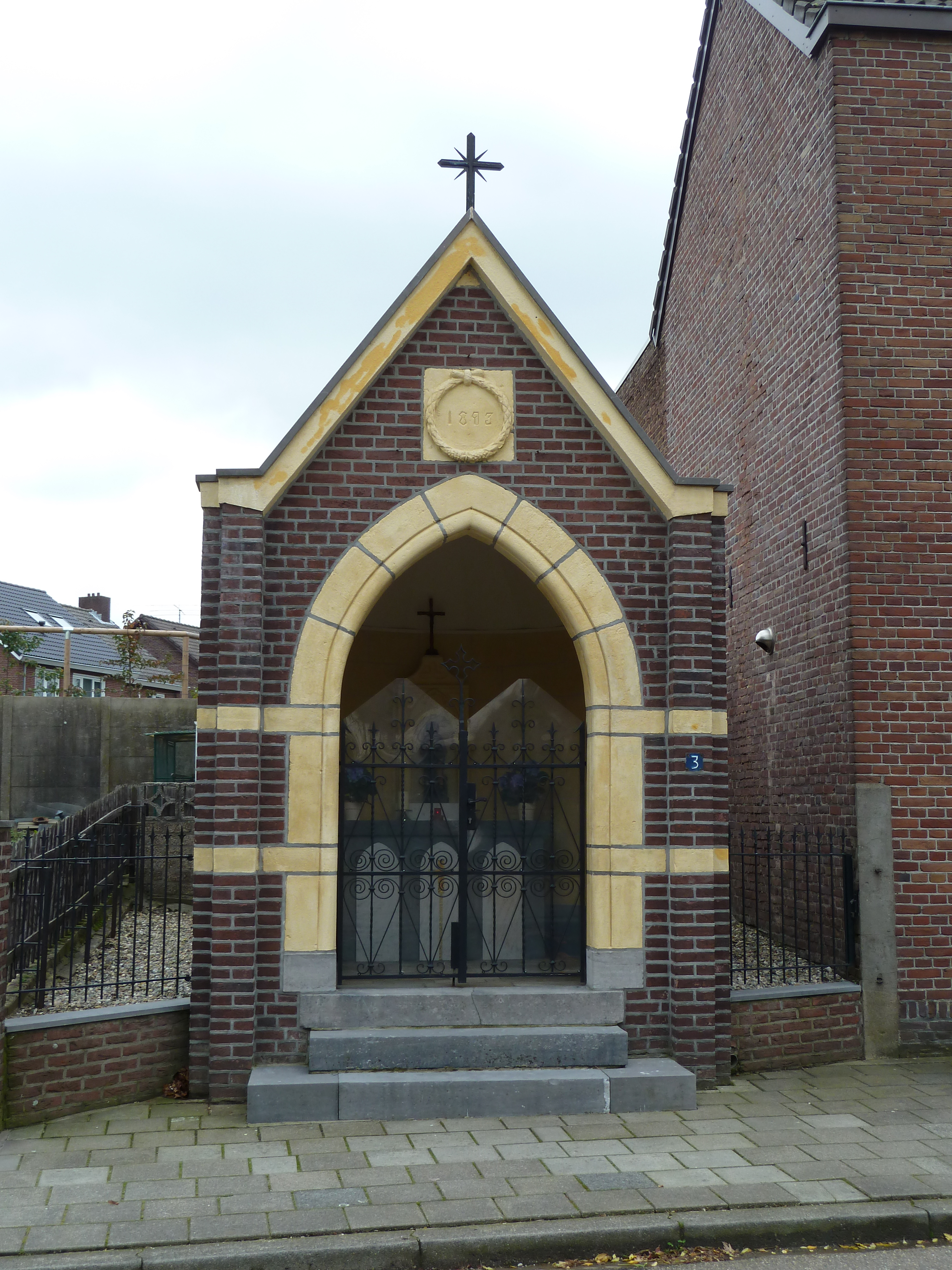
Sint-Rochuskapel in Klein Haasdal
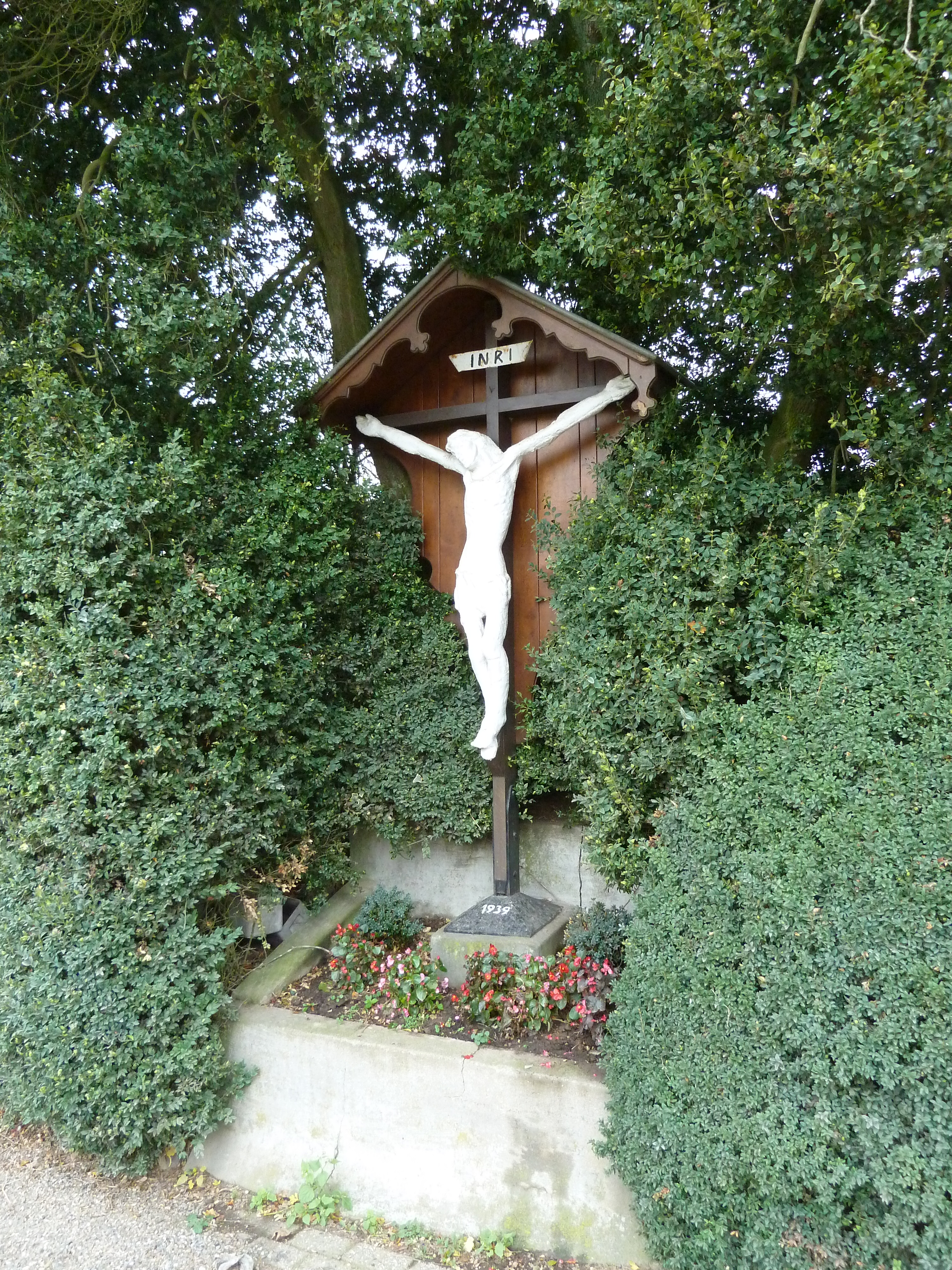
Wegkruis Kleverstraat
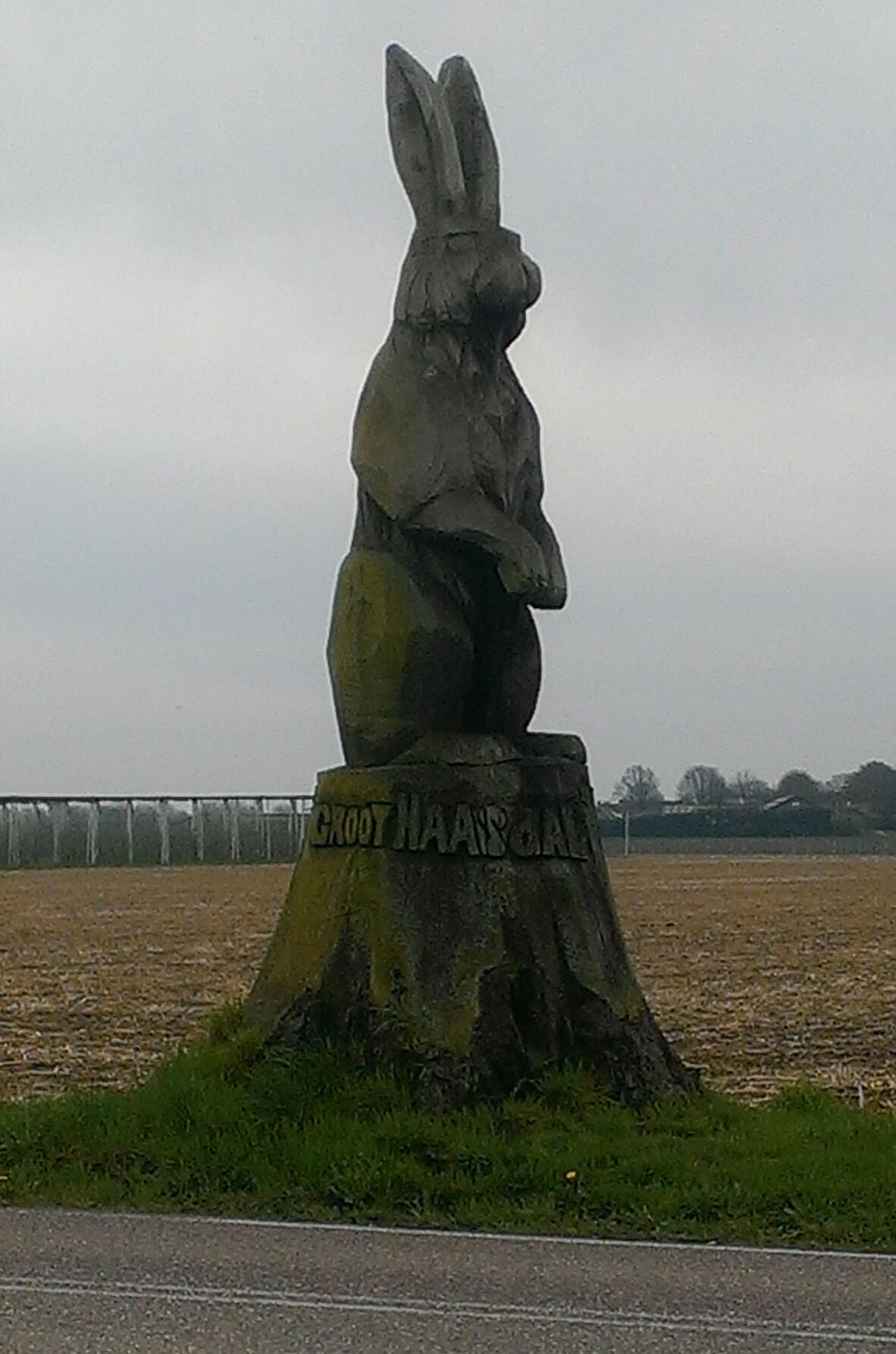
Ter hoogte van de kruising Billich/Groot Haasdal/De Bockhofweg stond tot 31 maart 2015 een mammoetboom (Sequoiadendron giganteum). Deze werd op die dag echter door een zware voorjaarsstorm geveld. Later is er uit de overblijfselen van de stam, die nog intact was, een haas gezaagd, welke nu de ingang van Groot Haasdal symboliseert.

### Klein Haasdal
- De Mariakapel ter hoogte van de splitsing Klein Haasdallerweg - Holswiejeweg.
- De Sint-Rochuskapel op Klein Haasdal 3 is een wegkapel uit 1893 gewijd aan Sint-Rochus.[3]